# アニタ・ルイーズ
アニタ・ルイーズ（Anita Louise、1915年1月9日 - 1970年4月25日）は、アメリカ合衆国の女優。

## 主な出演作品
- 地獄への退却
- 戦うロビン・フッド
- ラヴレター
- 豪傑カサノバ
- クーパーの花婿物語
- ゴリラの脅迫状
- テンプルちゃんの小公女
- 黄昏
- マリー・アントアネットの生涯
- 緑の灯
- 就職戦術
- トヴァリッチ
- 風雲児アドヴァース
- 科学者の道
- 真夏の夜の夢
- ロマンス乾杯
- 人類一億年の曝露
- 火の鳥
- ミリイ
- 楽園の大河
- サアード・アラーム
- 恋愛運動場
- 少年軍兵士
- 不死鳥
- 恋多き女
- 四人の悪魔